# IC 3061
IC 3061 је спирална галаксија у сазвјежђу Береникина коса која се налази на листи објеката дубоког неба у Индекс каталогу.
Деклинација објекта је + 14° 1' 44" а ректасцензија 12h 15m 4,3s. Привидна величина (магнитуда) објекта IC 3061 износи 13,7 а фотографска магнитуда 14,4. IC 3061 је још познат и под ознакама UGC 7255, MCG 2-31-63, CGCG 69-101, KUG 1212+143, VCC 131, FGC 167A, PGC 39152.